# Technomyrmex
Technomyrmex är ett släkte av myror. Technomyrmex ingår i familjen myror.

## Bildgalleri

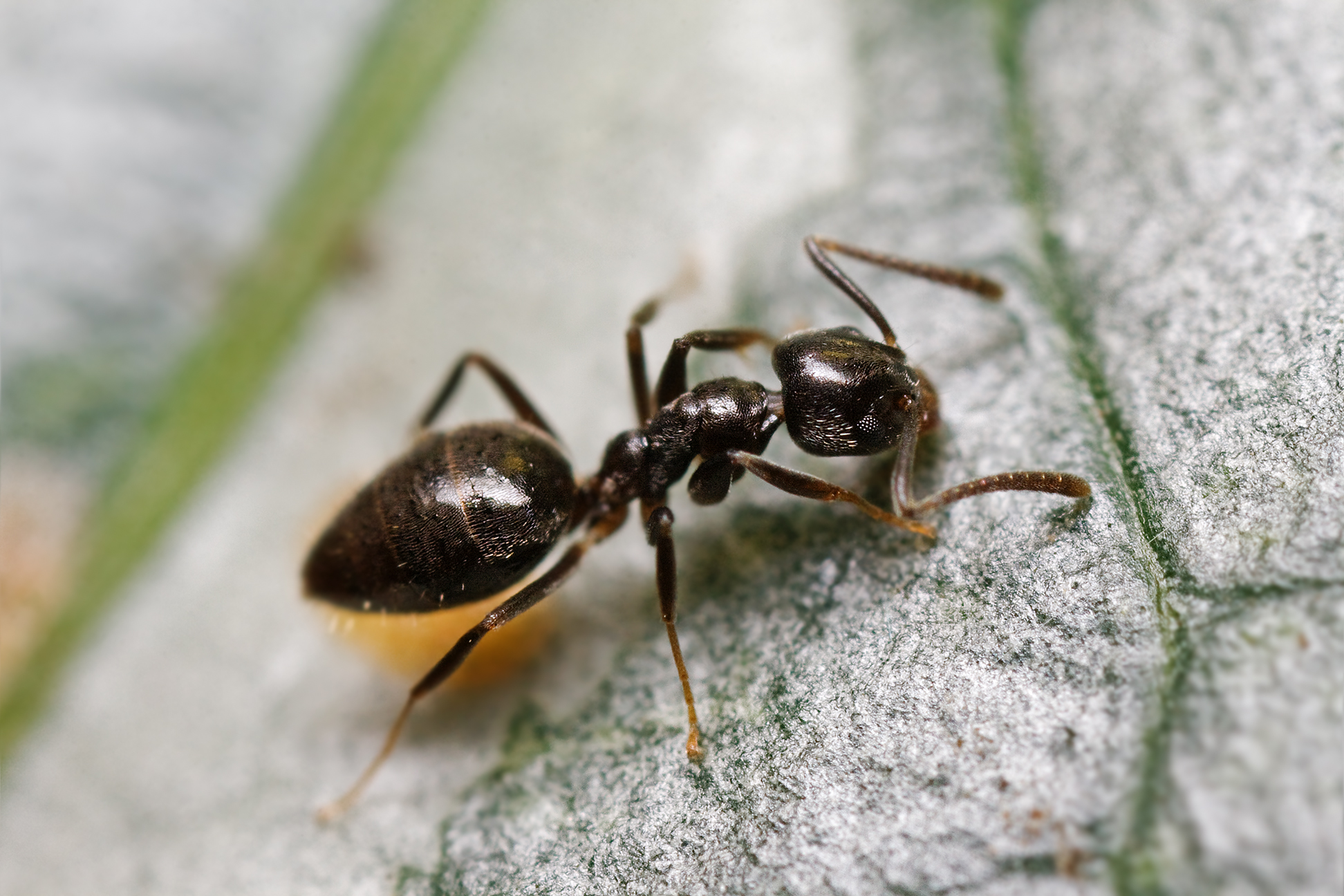

## Dottertaxa tillTechnomyrmex, i alfabetisk ordning[1][2]
- Technomyrmex aberrans
- Technomyrmex albipes
- Technomyrmex albomaculatus
- Technomyrmex allectus
- Technomyrmex andrei
- Technomyrmex arnoldinus
- Technomyrmex atrichosus
- Technomyrmex bicolor
- Technomyrmex brevicornis
- Technomyrmex butteli
- Technomyrmex cheesmanae
- Technomyrmex convexifrons
- Technomyrmex deletus
- Technomyrmex detorquens
- Technomyrmex elatior
- Technomyrmex foreli
- Technomyrmex fulvus
- Technomyrmex gibbosus
- Technomyrmex gilvus
- Technomyrmex gowdeyi
- Technomyrmex grandis
- Technomyrmex griseopubens
- Technomyrmex horni
- Technomyrmex hypoclinoides
- Technomyrmex ilgi
- Technomyrmex incisus
- Technomyrmex jocosus
- Technomyrmex kohli
- Technomyrmex kraepelini
- Technomyrmex laurenti
- Technomyrmex lisae
- Technomyrmex longiscapus
- Technomyrmex lujae
- Technomyrmex madecassus
- Technomyrmex mayri
- Technomyrmex modiglianii
- Technomyrmex moerens
- Technomyrmex nequitus
- Technomyrmex niasensis
- Technomyrmex nigriventris
- Technomyrmex pilipes
- Technomyrmex pratensis
- Technomyrmex primroseae
- Technomyrmex quadricolor
- Technomyrmex rusticus
- Technomyrmex schimmeri
- Technomyrmex schoutedeni
- Technomyrmex semiruber
- Technomyrmex setifer
- Technomyrmex setosus
- Technomyrmex sophiae
- Technomyrmex strenuus
- Technomyrmex sundaicus
- Technomyrmex tailori
- Technomyrmex transiens
- Technomyrmex wheeleri
- Technomyrmex voeltzkowi
- Technomyrmex wolfi
- Technomyrmex zimmeri
- Technomyrmex zumpti